# Duda Salabert
Duda Salabert Rosa (Belo Horizonte, 2 de mayo de 1981) es una profesora de literatura, ambientalista y política brasileña, afiliada al Partido Democrático Laborista. En 2018, se destacó por convertirse en la primera persona transgénero en postularse para el cargo de Senadora de la República. En 2020, Salabert fue elegida concejala, siendo la más votada en la historia de Belo Horizonte, con el 11,9% de los votos en una lista de 41 candidatos.

## Biografía
Salabert nació en Belo Horizonte el 2 de mayo de 1981. Era profesora de literatura en el Colégio Bernoulli en Belo Horizonte de 2007 a 2021, cuando fue despedida, según ella, por prejuicios, debido a la presión de los padres de los alumnos que iban a verla durante las clases telepresenciales durante la pandemia de COVID-19. En una nota, la institución indicó que el despido se produjo por la incompatibilidad del cargo público de la docente con la dedicación que la institución esperaría de ella.
Duda es estudiante de administración pública en la Universidad del Estado de Minas Gerais (UEMG). También es fundadora y presidenta de la ONG Transvest, que ofrece cursos educativos a personas transgénero y travestis.

## Carrera política
Duda se postuló como Senadora de la República por Minas Gerais en las elecciones de 2018, convirtiéndose en la primera persona transgénero en postularse para un cargo. Salabert obtuvo la mayor votación del PSOL en el estado, con 351.874 votos (1,99% de los votos válidos), quedando octava entre los quince candidatos a senado de su estado y no logrando ser elegida. El 21 de abril de 2019, Salabert anunció su salida del PSOL acusando al partido de "transfobia estructural", alegando que el partido no invierte lo suficiente en candidatos transgénero y que solo utiliza esta agenda para elegir "figuras y candidatos ya privilegiados".
El 16 de septiembre de 2019 participó de un acto con la presencia de Ciro Gomes, anunciando su afiliación al PDT. En 2020, Duda Salabert fue elegida como concejala de Belo Horizonte, por el PDT, siendo la más votada de la historia con el 11,9% de los votos entre 41 candidatos, de los cuales el segundo más votado recibió el 9,3% de los votos. Sus 37.613 votos superan con creces el récord anterior de Elias Murad, elegido en 2004 con 20.157 votos.
En 2022 fue electa diputada federal (PDT) por Minas Gerais, siendo, junto con Erika Hilton y Robeyoncé Lima, las primeras diputadas transgénero elegidas para ese cargo en Brasil.

## Vida personal
Duda no reconoció su identidad de género hasta 2014, cuando comenzó a reivindicarse socialmente como mujer. La activista está casada desde 2011 con Raísa Novaes, quien es educadora. La pareja ha estado junta desde 2006. Duda y Raíssa tuvieron su primer hijo, Sol, el 19 de junio de 2019. Como resultado del embarazo de Sol, Duda tuvo que suspender su terapia hormonal de transición de género. Duda Salabert obtuvo su permiso de maternidad y estuvo fuera del trabajo durante 120 días, a pesar de que no estaba embarazada ni amamantando, lo que se considera una victoria para el movimiento transgénero en Brasil. Duda no necesitó judicializar la solicitud, ya que la empresa para la que trabajaba, el Colégio Bernoulli, no rechazó la petición. De esta forma, Duda fue reconocida como la mamá de Sol y tuvo el tiempo necesario para cuidar a la bebé. No se conoce de ninguna otra mujer trans que haya logrado este derecho. Duda quiso evitar la imposición de género y por eso eligió un nombre neutral para el niño, quien fue registrado como teniendo dos madres.